# Don't Wait Up
«Don't Wait Up» (‘No esperes despierto’) es una canción de la cantante colombiana Shakira lanzada el 16 de julio de 2021. La canción es su primer tema completamente en inglés desde su sencillo de 2016 «Try Everything».

## Antecedentes
Shakira inicialmente anunció que un sencillo acompañado de un videoclip sería lanzado en julio de 2021 en la historia de la portada de la edición de junio de Vogue México. La cantante insinuó el lanzamiento de un nuevo sencillo el 12 de julio a través de sus redes sociales, cambiando su foto de perfil por un degradado de colores que evocaba una tarde soleada, provocando que la etiqueta «Shakira is coming» se volviera tendencia en Twitter. Después del anuncio, junto con el hashtag, el nombre de Shakira también se convirtió en tendencia inmediatamente. El 13 de julio, la artista compartió un video de 30 segundos en el que se observaba el posible nombre de la futura canción, así como posibles letras de la misma. Más tarde el mismo día. Shakira reveló la portada del sencillo junto con su título.

## Vídeo musical
El video musical fue estrenado el 16 de julio de 2021 en su canal oficial de YouTube. El videoclip fue dirigido por Warren Fu y fue filmado en la isla española de Tenerife en junio de 2021.
El 23 de julio, una versión alternativa del video, con escenas del detrás de cámara, fue estrenado de manera exclusiva en la plataforma de Facebook, únicamente disponible en Estados Unidos y México.

## Listado de canciones
Streaming
1. Don't Wait Up - 3:24

## Créditos y personal
- Shakira – voz, autoría, producción
- Ian Kirkpatrick – autoría, producción, ingeniería, registro
- Emily Warren – autoría, producción vocal
- Adam Ayan – mastering
- Dave Clauss – mezcla, ingeniería, registro, producción vocal
- Josh Gudding – mezclando
- Andros Rodriguez – ingeniería, registro
- Roger Rodés – ingeniería, registro
- Afo Verde – A&R
- Rafa Arcaute – A&R
- Oriana Hidalgo – A&R

## Charts
| Chart (2021)                           | Peak position |
| -------------------------------------- | ------------- |
| Argentina (Monitor Latino)             | 79            |
| Bélgica (Valonia) (Ultratop 50)        | 39            |
| Bolivia (Monitor Latino)               | 14            |
| Chile (Monitor Latino)                 | 8             |
| Colombia (Monitor Latino)              | 1             |
| Costa Rica (Monitor Latino)            | 95            |
| Croacia (HRT)                          | 49            |
| República Checa (Rádio Top 100)        | 64            |
| República Dominicana (Monitor Latino)  | 6             |
| Ecuador (Monitor Latino)               | 20            |
| El Salvador (Monitor Latino)           | 10            |
| Francia (SNEP)                         | 75            |
| Guatemala (Monitor Latino)             | 1             |
| Honduras (Monitor Latino)              | 4             |
| Hungría (Single Top 40)                | 36            |
| México (Billboard)                     | 2             |
| Panamá (PRODUCE)                       | 9             |
| Panamá (Monitor Latino)                | 13            |
| Paraguay (Monitor Latino)              | 4             |
| Perú (UNIMPRO)                         | 584           |
| Polonia (Polish Airplay Top 100)       | 36            |
| Reino Unido UK Download (OCC)          | 95            |
| Uruguay Uruguay Anglo (Monitor Latino) | 88            |
| Venezuela (Monitor Latino)             | 61            |